# الجريمة في ألمانيا

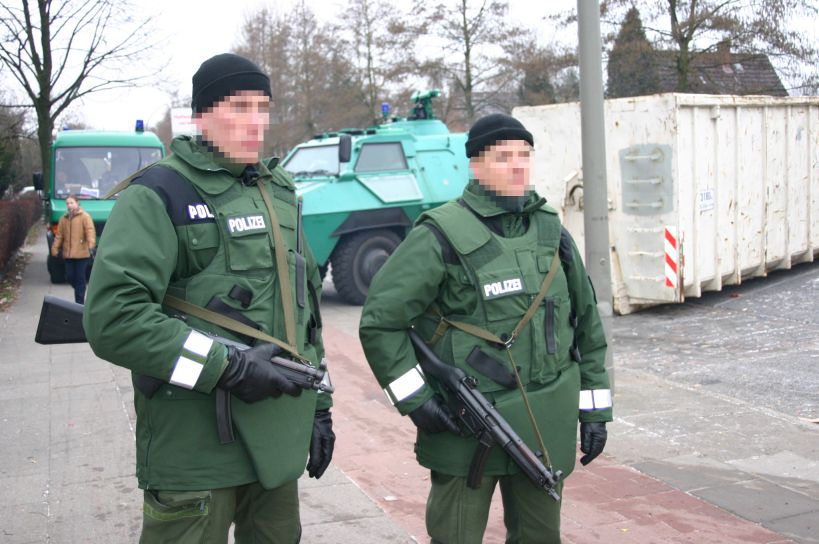
صورة لشرطيين ألمانيين وقد أخفي وجهيهما.

الجريمة في ألمانيا، يتم مكافحة الجريمة في ألمانيا من قبل الشرطة الألمانية وغيرها من الوكالات.
بلغت نسبة جرائم القتل في ألمانيا 0.8 لكل 100,000 نسمة عام 2011، وبحسب إحصائيات الجريمة العامة لعام 2010، بلغ عدد الأفعال الإجرامية في البلاد حوالي 5.93 مليون جريمة. ووفقاً لوزارة الداخلية الاتحادية فكانت تلك السنة أول مرة تسجل فيها إحصائيات الجريمة عدداً أقل من ستة ملايين في ألمانيا منذ عام 1991 (وهو تاريخ إعادة توحيد البلاد)، وهي أدنى مستوى للجرائم منذ بدأ إحصائها. ووصلت نسبة الجرائم المحلولة إلى 56% عام 2010 وهي نسبة قياسية مع سابقاتها حيث سجلت الجرائم المحلولة في عام 2009 نسبة 55.6%. وارتفعت تسبة الجرائم المرتبطة بالإنترنت بنسبة 8.1% عام 2010 لتسجل حوالي 224,000 قضية أُبلِغ عنها. كما ارتفعت نسبة عدد المنازل المُقتحمة بنسبة 6.6% خلال نفس العام.
شَكَّلَ المجرمين الأجانب من غير الألمان نسبة 31.4% من مجموع مرتكبي الجرائم الكلي عام 2016، ما يعني أنها حوالي ثلاثة أضعاف نسبة الأجانب المقيمين في البلاد. وشهدت نسبة الجرائم التي ارتكبها اللاجئين والمهاجرين من غير الألمان ارتفاعاً ملحوظاً في عام 2018 مسجلةً نسبة 39%، وهذا رغم أن الأجانب المقيمين في ألمانيا يشكلون نسبة 12% من المجموع الكلي لسكان البلاد.